# Bizarro (tira cómica)
Bizarro es una viñeta escrita y dibujada por el historietista Dan Piraro. Se publica desde el 22 de enero de 1985. La viñeta aparece diariamente en 350 medios de América del Norte y del Sur, Europa y Asia. Inicialmente sindicada por Chronicle Features, se trasladó a Universal Press Syndicate y luego a King Features.

## Personajes e historia
Bizarro muestra una excéntrica, exagerada y, como el nombre indica (en su acepción en inglés), bizarra visión de la vida diaria. Piraro ha dicho que «se trata de los eventos increíblemente surreales que nos ocurren a todos nosotros en nuestras autoproclamadas vidas normales». Si bien las situaciones son surreales, de todos modos son plausibles. Algunas viñetas involucran a celebridades como Sheryl Crow o Penn Jillette, otras a personajes de historietas como Superman o Gumby, mientras que otras son autorreferenciales.

## Símbolos Ocultos
Gran parte de las viñetas de Bizarro pueden incluir algunos símbolos escondidos en algún lugar del dibujo: un globo ocular (el Globo Ocular de la Observación), una porción de pastel (el Pastel de la Oportunidad), un conejo (el Conejo de la Exuberancia), un alienígena en una nave espacial (el Platillo Volador de la Posibilidad), la abreviatura «K2» (referida a sus hijos Kermit y Krapuzar), una corona (la Corona de Poder), un cartucho de dinamita (la Dinamita de las Consecuencias No Buscadas), un zapato (el azotacalles perdido), una flecha (la Flecha de la Vulnerabilidad), una cola de pescado (el Pescado de la Humildad) o un pájaro con la cabeza hacia abajo (el Pájaro Invertido). Piraro ha comenzado a indicar cuántos símbolos están ocultos en una determinada viñeta, con un número que aparece encima de su firma.

## Premios
La tira y su creador han sido reconocidos con varias nominaciones y premios, incluyendo el Panel Cartoon Award de la National Cartoonists Society en 1999, 2000 y 2001. Fue nominado cada año desde 2002 a 2010 para el Reuben Award, también otorgado por la mencionada sociedad, obteniéndolo en 2010.

## Vegetarianismo
En 2002, Piraro se convirtió al vegetarianismo. Los efectos de ese cambio de estilo de vida son visibles en su trabajo, ya que Piraro frecuentemente incorpora temas relacionados con el vegetarianismo y la crueldad hacia los animales. Esta postura pública ha sido muy apreciada por activistas de los movimientos a los que adhiere, mientras que otra parte de su público, incluyendo admiradores de su trabajo anterior, la perciben como excesivamente militante, señalando que sus viñetas priorizan el mensaje al humor.